# タニノクリエイト
タニノクリエイト（欧字名:Tanino Create、1992年4月26日 - 2022年）は、日本の競走馬。主な勝ち鞍は1995年の神戸新聞杯。
半兄に、1992年の新潟記念を制したタニノボレロがいる。

## 経歴
- 特記事項なき場合、本節の出典はJBISサーチ[1]

### 3歳時（1994年）
8月14日の新馬戦でデビューする。しかし1着のウルトラエナジーから1秒以上離された4着に敗れる。続いて参戦した新馬戦では前走で2着だったインターブラボーに2と1/2馬身をつけ快勝し、この年はこれ以降出走しなかった。

### 4歳時（1995年）
5月6日、こけもも賞(500万下)より始動。8番人気から勝利し、次走の白百合ステークスは2番人気に支持されるも4着に敗れた。しかし、6月25日のしゃくなげステークスでは再び1番人気に支持され、2着に6馬身差を付ける圧勝で人気に応えた。7月23日の福島民友カップでも1番人気に支持されるが、ここでは4着に敗れ、次走の重賞初参戦となる新潟記念では3番人気となるも、1着アイリッシュダンスに1秒離された6着に敗れてしまう。
次走である神戸新聞杯は、前走の惨敗、ダービー馬のタヤスツヨシらの出走などもあり14頭立て7番人気という高評価とは言えない人気での出走となる。しかしレースでは、ゴールの直前で馬群の中から末脚を繰り出し、先頭に1馬身ほどの差をつけていた後のG1競走4勝馬であるマヤノトップガンに猛追、クビ差で勝利した。その後参戦した菊花賞は11番人気の低評価で、前走で勝利したマヤノトップガンの14着に敗れた。
その後同年中は、格付けが当時国際リステッドであった香港ヴァーズに出走するも4着。1995年のレースを終えた。

### 5歳時（1996年）
この年は7月21日のBSNオープンより始動するも4番人気に応えられず10着、その後小倉記念、朝日チャレンジカップと重賞を2戦するも9着、10着と大敗し、引退となった。

### 引退後
引退後は「ポチ」と名前を変え、馬術競技に供用された。2005年より大阪府貝塚市のホースファーム貝塚で乗馬となる。2022年からは引退馬の支援活動を行うTCC Japanの事業である
「ウマハグ」の対象馬となった。

## 競走成績
以下の内容は、JBISサーチ、netkeiba.comおよび香港ジョッキークラブの情報に基づく。
| 競走日     | 競馬場 | 競走名           | 格      | 距離（馬場）  | 頭 数 | 枠 番 | 馬 番 | オッズ （人気） | 着順 | タイム （上り3F） | 着差  | 騎手      | 斤量 [kg] | 1着馬（2着馬）         | 馬体重 [kg] |
| ---------- | ------ | ---------------- | ------- | ------------- | ----- | ----- | ----- | --------------- | ---- | ----------------- | ----- | --------- | --------- | ---------------------- | ----------- |
| 1994.08.14 | 新潟   | 3歳新馬          |         | 芝1200m（良） | 12    | 3     | 3     | 009.10（4人）   | 04着 | R1:12.2（36.0）   | -1.2  | 0蛯名正義 | 53        | ウルトラエナジー       | 472         |
| 0000.08.28 | 新潟   | 3歳新馬          |         | 芝1200m（良） | 16    | 6     | 7     | 004.40（2人）   | 01着 | R1:10.5（35.5）   | -0.4  | 0蛯名正義 | 53        | （インターブラボー）   | 476         |
| 1995.05.06 | 福島   | こけもも賞       | 500万下 | 芝2000m（良） | 11    | 8     | 11    | 019.60（8人）   | 01着 | R2:03.9（37.1）   | -0.2  | 0坂本勝美 | 55        | （ドウカンシンホニー） | 478         |
| 0000.05.27 | 中京   | 白百合S          | OP      | 芝2000m（良） | 9     | 4     | 4     | 003.90（2人）   | 04着 | R2:02.4（36.5）   | -0.1  | 0河内洋   | 55        | ネーハイジャパン       | 482         |
| 0000.06.25 | 福島   | しゃくなげS      | 900万下 | 芝1700m（良） | 8     | 3     | 3     | 001.50（1人）   | 01着 | R1:43.1（35.9）   | -1.0  | 0蛯名正義 | 55        | （ダイワオール）       | 482         |
| 0000.07.23 | 福島   | 福島民友C        | OP      | 芝1800m（良） | 8     | 7     | 7     | 002.60（1人）   | 04着 | R1:50.7（38.0）   | -0.9  | 0蛯名正義 | 52        | ホワイトアクセル       | 494         |
| 0000.08.27 | 新潟   | 新潟記念         | GIII    | 芝2000m（良） | 11    | 6     | 7     | 005.10（3人）   | 06着 | R2:01.7（34.6）   | -1.0  | 0蛯名正義 | 51        | アイリッシュダンス     | 490         |
| 0000.09.17 | 京都   | 神戸新聞杯       | GII     | 芝2000m（良） | 14    | 5     | 8     | 039.60（7人）   | 01着 | R1:59.8（35.9）   | -0.0  | 0村本善之 | 56        | （マヤノトップガン）   | 494         |
| 0000.11.05 | 京都   | 菊花賞           | GI      | 芝3000m（良） | 18    | 4     | 8     | 025.4（11人）   | 14着 | R3:06.8（37.6）   | -2.4  | 0村本善之 | 57        | マヤノトップガン       | 500         |
| 0000.12.10 | 沙田   | 香港国際ヴァーズ | L       | 芝2400m（良） | 14    |       | 13    | 014.00（6人）   | 04着 | R2:26.20          | -0.50 | 0蛯名正義 | 56.7      | Partipral              | 計不        |
| 1996.07.21 | 新潟   | BSNOP            | OP      | 芝1800m（良） | 12    | 8     | 13    | 007.70（4人）   | 10着 | R1:48.6（35.7）   | -0.8  | 0蛯名正義 | 57        | エアチャリオット       | 484         |
| 0000.08.11 | 小倉   | 小倉記念         | GIII    | 芝2000m（良） | 12    | 4     | 4     | 030.40（9人）   | 09着 | R2:02.0（36.3）   | -1.3  | 0村本善之 | 56        | ヒシナタリー           | 490         |
| 0000.09.08 | 阪神   | 朝日チャレンジC  | GIII    | 芝2000m（良） | 11    | 8     | 10    | 018.30（4人）   | 10着 | R2:00.5（34.7）   | -1.0  | 0村本善之 | 56        | マーベラスサンデー     | 500         |

- 香港のオッズ・人気は香港ジョッキークラブのもの。

## 血統表
| タニノクリエイトの血統                      | タニノクリエイトの血統                            | タニノクリエイトの血統      | （血統表の出典）            | （血統表の出典） |
| 父系                                        | ミルリーフ系                                      | ミルリーフ系                | ミルリーフ系                | [ § 2 ]          |
| 父 *クリエイター Creator イギリス 栗毛 1986 | 父の父Mill Reef アメリカ 鹿毛 1968                | Never Bend                  | Nasrullah                   | Nasrullah        |
| 父 *クリエイター Creator イギリス 栗毛 1986 | 父の父Mill Reef アメリカ 鹿毛 1968                | Never Bend                  | Lalun                       |                  |
| 父 *クリエイター Creator イギリス 栗毛 1986 | 父の父Mill Reef アメリカ 鹿毛 1968                | Milan Mill                  | Princequillo                | Princequillo     |
| 父 *クリエイター Creator イギリス 栗毛 1986 | 父の父Mill Reef アメリカ 鹿毛 1968                | Milan Mill                  | Virginia Water              |                  |
| 父 *クリエイター Creator イギリス 栗毛 1986 | 父の母Chalon アイルランド 栗毛 1979               | Habitat                     | Sir Gaylord                 | Sir Gaylord      |
| 父 *クリエイター Creator イギリス 栗毛 1986 | 父の母Chalon アイルランド 栗毛 1979               | Habitat                     | Little Hut                  |                  |
| 父 *クリエイター Creator イギリス 栗毛 1986 | 父の母Chalon アイルランド 栗毛 1979               | Areola                      | Kythnos                     | Kythnos          |
| 父 *クリエイター Creator イギリス 栗毛 1986 | 父の母Chalon アイルランド 栗毛 1979               | Areola                      | Alive Alivo                 |                  |
| 母 タニノブーケ 北海道静内町 鹿毛 1982      | 母の父* ノーザンディクテイター アメリカ 鹿毛 1974 | Northern Dancer             | Nearctic                    | Nearctic         |
| 母 タニノブーケ 北海道静内町 鹿毛 1982      | 母の父* ノーザンディクテイター アメリカ 鹿毛 1974 | Northern Dancer             | Natalma                     |                  |
| 母 タニノブーケ 北海道静内町 鹿毛 1982      | 母の父* ノーザンディクテイター アメリカ 鹿毛 1974 | Dictates                    | Bold Ruler                  | Bold Ruler       |
| 母 タニノブーケ 北海道静内町 鹿毛 1982      | 母の父* ノーザンディクテイター アメリカ 鹿毛 1974 | Dictates                    | Punctilious                 |                  |
| 母 タニノブーケ 北海道静内町 鹿毛 1982      | 母の母タニノヒユールパス 北海道静内町 鹿毛 1966   | Hugh Lupus                  | Djebel                      | Djebel           |
| 母 タニノブーケ 北海道静内町 鹿毛 1982      | 母の母タニノヒユールパス 北海道静内町 鹿毛 1966   | Hugh Lupus                  | Sakountala                  |                  |
| 母 タニノブーケ 北海道静内町 鹿毛 1982      | 母の母タニノヒユールパス 北海道静内町 鹿毛 1966   | *イシユクーダー             | Mossborough                 | Mossborough      |
| 母 タニノブーケ 北海道静内町 鹿毛 1982      | 母の母タニノヒユールパス 北海道静内町 鹿毛 1966   | *イシユクーダー             | Papoose                     |                  |
| 母系(F-No.)                                 | (FN:2-u)                                          | (FN:2-u)                    | (FN:2-u)                    | [ § 3 ]          |
| 5代内の近親交配                             | Nearco 5x5x5, Nasrullah 4x5                       | Nearco 5x5x5, Nasrullah 4x5 | Nearco 5x5x5, Nasrullah 4x5 | [ § 4 ]          |
| 出典                                        | 1. 2. 3. 4.                                       | 1. 2. 3. 4.                 | 1. 2. 3. 4.                 | 1. 2. 3. 4.      |

父クリエイターは、日本で種牡馬として活躍したミルジョージやマグニテュードと同じミルリーフを父に持つ馬であり、他の産駒に重賞2勝のアロハドリームがいる。また、母タニノブーケはグレード制導入直後のG2・デイリー杯3歳ステークスを制しており、タニノクリエイトやタニノボレロなど12頭を出産した。また、甥に2010年の菊花賞馬ビッグウィークがいる。